# 勞永嘉
勞永嘉（1574年—1637年），字无施，号金粟，浙江嘉兴府崇德县人，明朝政治人物。

## 生平
万历二十五年（1597年）丁酉科浙江乡试五十四名舉人，二十九年（1601年）辛丑科進士，知芜湖，县有税璫为害，永嘉力为禁戢，不得逞。以才优调当涂，擢刑部主事，謫而又復官。属谳梃击案，善为调停。改补工部虞衡司郎中，典戎器，釐剔弊政，省县官金钱十馀万，器反胜曩时。出守福州，福州为时执政乡，永嘉清慎方严，不敢干以私。调贵州参议，苗獠不靖，親率文武将吏拔寨三十，开县一，以功迁登莱分巡副使。汰冗兵，赈饥民，抚字备至。擢本省按察使，会叛贼李九成陷新城，人情汹汹，即檄州县缮城郭，备器械，众志以固，贼觇知有备，不敢犯。寇平，论保障功，转本省布政使。时兵火，逃亡徵饷，急不能应，永嘉调治有方，饷赖以济。以贿营升登莱巡抚，为给事中张第元所发，遂以老疾不赴归。岁饥，代输邑人漕粟几千石，众其德之，年六十四卒。